# Malscheid
Malscheid (en luxembourgeois : Moolschend) est un hameau de la commune belge de Burg-Reuland situé en Communauté germanophone de Belgique et Région wallonne dans la province de Liège.
Avant la fusion des communes de 1977, Malscheid faisait partie de la commune de Reuland.
Le hameau compte 40 habitants.

## Situation
La localité se raccorde à la route nationale 62 Saint-Vith - Grand-Duché de Luxembourg dont la frontière se trouve à 1,5 km (rond-point de Wemperhaardt). Le noyau ancien à vocation agricole se situe en contrebas de cette route nationale tandis que des constructions plus récentes se sont implantées le long de cette route. Malscheid se situe entre le village de Lengeler et les villages luxembourgeois de Beiler et Weiswampach.
L'altitude du hameau oscille entre 500 m et 535 m (512 m à la chapelle).

## Patrimoine
La chapelle est dédiée à Saint Aubin (Hl Albinus Kapelle). Elle a été construite en 1779 comme l'indique le linteau du portail. Elle se compose d'une nef de trois travées, d'un chevet à trois pans et d'un clocheton à cheval.